# Драгомира
Драгомира (чеськ. Drahomíra ze Stodor; 877 або 890 — після 935) — чеська княгиня, дружина Вратислава I, мати святого Вацлава. З 921 року протягом кількох років була регенткою князівства Пржемисловичей в середній Чехії. Стала відомою організацією замаху на свою свекруху, зараховану пізніше до лику святих Людмилу Чеську.

## Життєпис

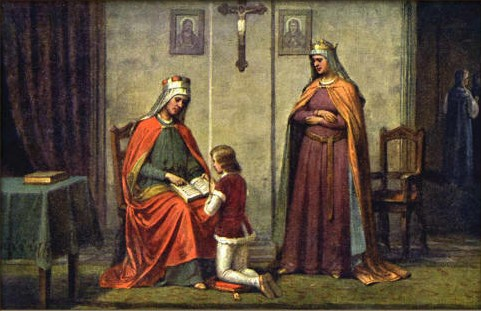
Йосеф Матхаусер. «Княжна Драгомира, князь Вацлав і Людмила»

Драгомира походила з полабського племені стодорян і була, ймовірно, сестрою стодорянського князя Тугумира. В 906 році вона одружилася з чеським князем Вратиславом I і народила шість або сім дітей, серед яких були Святий Вацлав і Болеслав I Грозний. Деякі легенди називають її сином також Спитігнєва, але це радше помилка, оскільки той був сином Людмили і братом Вратислава I. З чотирьох її дочок на ім'я відома лише Пржибіслава, що стала після смерті Вацлава черницею в Празі.
Після смерті Вратислава навесні 921 року племінний собор наділив її регентством при юному сині Вацлаві. Виховання спадкоємця престолу, а також молодшого сина Болеслава, було проте доручено Людмилі, їх бабусі. Через деякий час між жінками спалахнув конфлікт. Драгомира, за поширеною легендою, викладеною вперше в Чеській хроніці, звинувачувала Людмилу в тому, що та разом з християнськими священниками «зіпсувала» Вацлава. Замість того, щоб виховати князя, Людмила зробила з нього майже ченця. Через це Драгомира послала двох воїнів зі своєї свити вбити Людмилу. 16 вересня 921 року вони потрапили до фортеці Тетін і задушили Людмилу. Після цього Драгомира розпорядилася вигнати зі своїх володінь баварських місіонерів.
Мотиви вбивства шукають також в політичній площині. Можливо, стояло питання про визнання верховенства німецького короля і саксонського герцога Генріха I Птахолова над Чехією. Союзнаий з Чехією баварський герцог Арнульф в 921 році підкорився Генріху і не влаштовував більше як союзник проти саксонської експансії. Людмила, за деякими відомостями, вітала зближення з Саксонією, а Драгомира його відкидала. Важливу роль відіграв, безсумнівно, і релігійний фактор — конфлікт між християнством і язичництвом. Драгомира причетна до язичницьких повстань.
Рік по тому баварський герцог Арнульф напав на Чехію, але наслідки його походу літописи не передають. По досягненню Вацлавом повноліття Драгомира склала з себе регентство. Син спершу вигнав її з країни, проте незабаром з почестями знову повернув назад. Драгомира жила в Празі без будь-якої політичної влади. Після загибелі Вацлава (929 або 935 рік) вона втікла до білих хорватів.

## Родина
Чоловік — князь Вратислав I.
Діти:
- Вацлав (935), князь Богемії у 921—935 роках
- Болеслав (), князь Богемії у 935—972 роках
- Спитігнєв
- Пржібислава, дружина князя Славніка

## Образ у культурі
- Історична п'єса Krvavé křtiny aneb Drahomíra a její synové Йосефа Каєтана Тила (1848).
- Опера Drahomíra Франтішека Шкроупа (1848).
- Опера Drahomíra Карла Шебора (1867).